# Алі Фадаві
Алі́ Фадаві́ (перс. علی فدوی) — іранський військовий офіцер, який у 2018 році був призначений заступником головнокомандувача Корпусу вартових Ісламської революції (КВІР).

## Раннє життя та освіта
Народився у 1961 році. Фадаві навчався в Ісфаганському технологічному університеті, де здобув ступінь бакалавра з електротехніки та магістра зі стратегічного менеджменту.

## Військова кар'єра
Фадаві приєднався до КВІР у 1983 році та є ветераном Ірано-іракської війни. Він служив у Силах «Кудс» та обіймав «відповідальні розвідувальні» посади. Брав участь у бойових діях під час Ірано-іракської війни. Його кар'єра включає розвідувальні завдання на посадах начальника розвідки штабів Наджаф, Нух та Хамзе Сейєд Оль-Шохада відповідно, начальника розвідки ВМС КВІР та начальника розвідки штабу Хатемоланбія. Фадаві також служив командувачем 1-го військово-морського округу ВМС КВІР. З 1997 по 2010 рік він був заступником командувача ВМС КВІР, а пізніше командував цим родом військ з травня 2010 року по 23 серпня 2018 року. 23 серпня 2018 року його було призначено на посаду заступника координатора КВІР, замінивши Джамаладіна Аберуманд.

### Нагороди
У лютому 2016 року Фадаві разом з іншими командувачами КВІР отримав медаль Фатх за арешт моряків ВМС США 12 січня 2016 року під час інциденту в Перській затоці.